# Lanouée
Lanouée (tiếng Breton: Lannoez) là một xã ở tỉnh Morbihan trong vùng Bretagne tây bắc Pháp. Xã này có diện tích 43,76 km², dân số năm 1999 là 1644 người. Khu vực này có độ cao từ 32-117 mét trên mực nước biển.
Cư dân của Lanouée danh xưng trong tiếng Pháp là Lanouéens.